# Piero Codia
Piero Codia, né le 22 octobre 1989 à Trieste, est un nageur italien, spécialiste du papillon.
Il détient le record national du 50 m papillon avec un temps de 23 s 21, obtenu en juillet 2013 lors des Championnats du monde 2013 à Barcelone et sur 100 m papillon avec le temps de 50 s 64 lors des championnats d'Europe en 2018 à Glasgow.
Lors des Championnats d'Europe de natation 2016, il remporte la médaille d'argent du relais 4 x 100 m quatre nages mixte.
Qualifié de justesse avec le dernier temps pour la finale du 100 m papillon lors des Championnats d'Europe de natation 2018, il y remporte la médaille d’or, avec le record des Championnats, dans ce qui constitue la victoire la plus surprenante de cette compétition.

## Palmarès

### Championnats du monde en grand bassin
- Championnats du monde 2022 à Budapest :
  -  Médaille d'or du relais 4 × 100 m quatre nages (participe uniquement aux séries).